# Rejon magdagaczinski
Rejon magdagaczinski (ros. Магдагачинский район) – rejon w południowo-wschodniej Rosji, w zachodniej części obwodu amurskiego. Stanowi jeden z 20 rejonów obwodu. Siedzibą administracyjną jest osiedle typu miejskiego Magdagaczi.

## Demografia
W 2010 roku rejon zamieszkany był przez 22 671 mieszkańców.
Struktura płci w 2010 roku:
| Płeć      | Liczba ludności | %    |
| Mężczyźni | 10 767          | 47,5 |
| Kobiety   | 11 904          | 52,5 |
| Razem     | 22 671          | 100  |